# Trenerzy zdobywców Pucharu Włoch w piłce nożnej
Trenerzy zdobywców Pucharu Włoch w piłce nożnej – zestawienie trenerów, którzy poprowadzili swój klub do zdobycia Pucharu Włoch.
Pierwszą edycję rozgrywek rozegrano w 1922 roku i ówczesny ich triumfator – FC Vado, nie miało trenera. Następne edycje odbywały się w latach 1936–1943, a nieprzerwanie odbywają się od 1958 roku.
Najbardziej utytułowanym trenerem w historii rozgrywek jest Massimiliano Allegri, który z Juventusem Turyn 5-krotnie triumfował w rozgrywkach. Pierwszym trenerem w historii rozgrywek, który w nich triumfował z trzema różnymi klubami, jest Szwed Sven-Göran Eriksson (z AS Romą, z Sampdorią Genua, dwukrotnie z Lazio Rzym), który jest najbardziej utytułowanym zagranicznym trenerem.

## Trenerzy

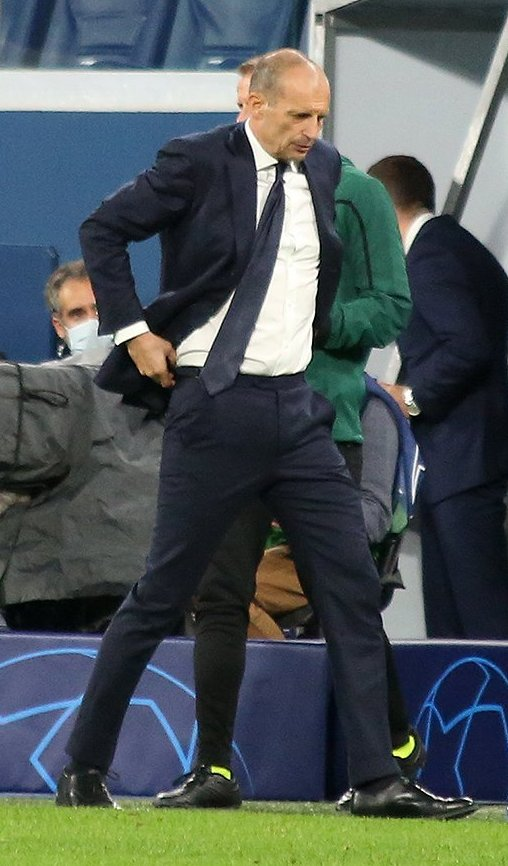
Massimiliano Allegri – 5-krotny triumfator rozgrywek z Juventusem Turyn.

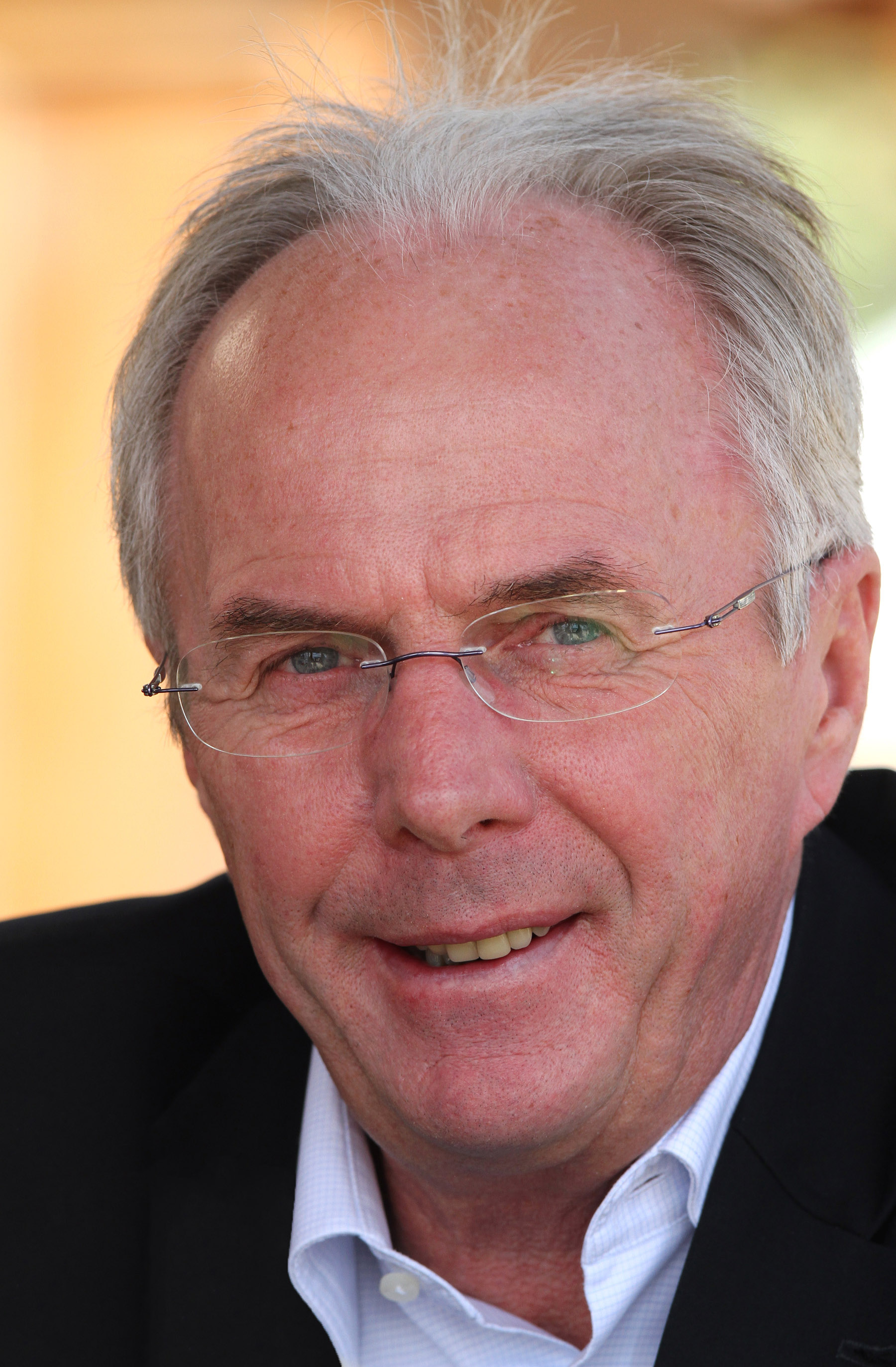
Sven-Göran Eriksson – czterokrotny triumfator rozgrywek.

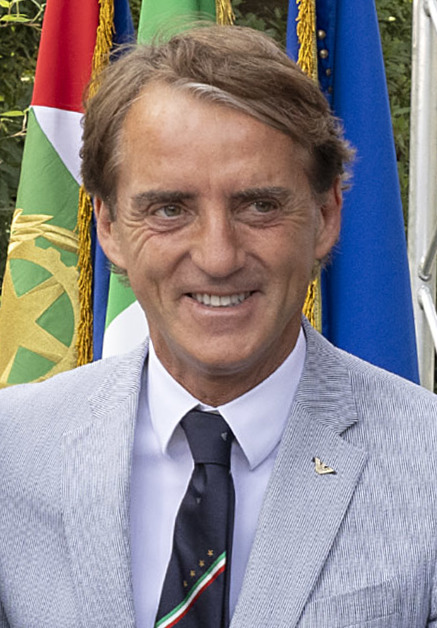
Roberto Mancini – czterokrotny triumfator rozgrywek.

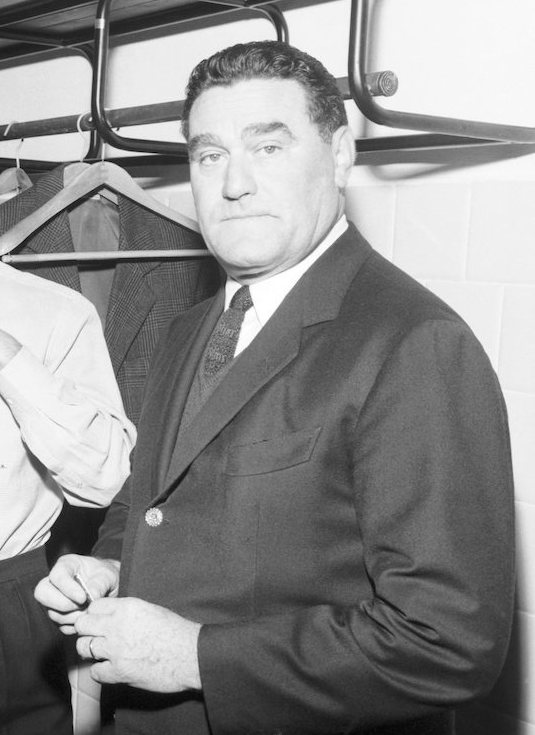
Nereo Rocco – trzykrotny triumfator rozgrywek z AC Milanem.

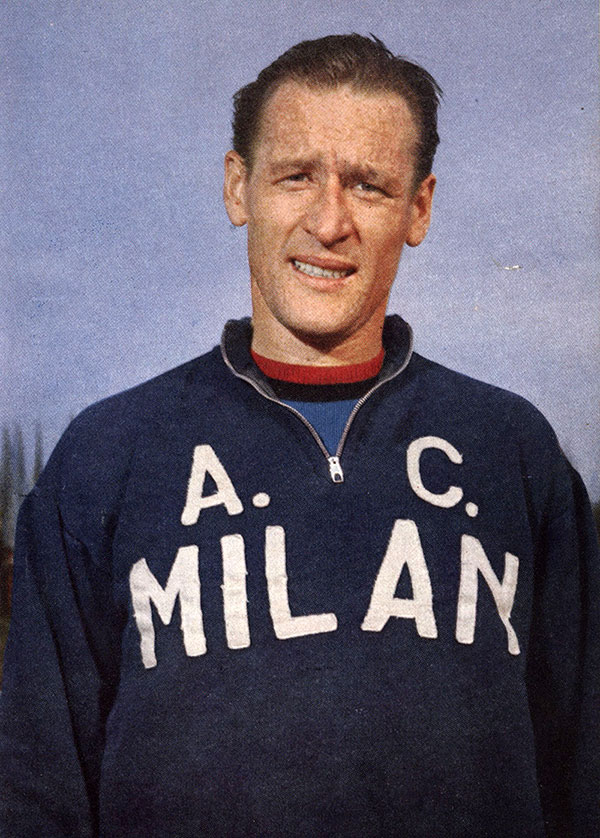
Nils Liedholm – trzykrotny triumfator rozgrywek.

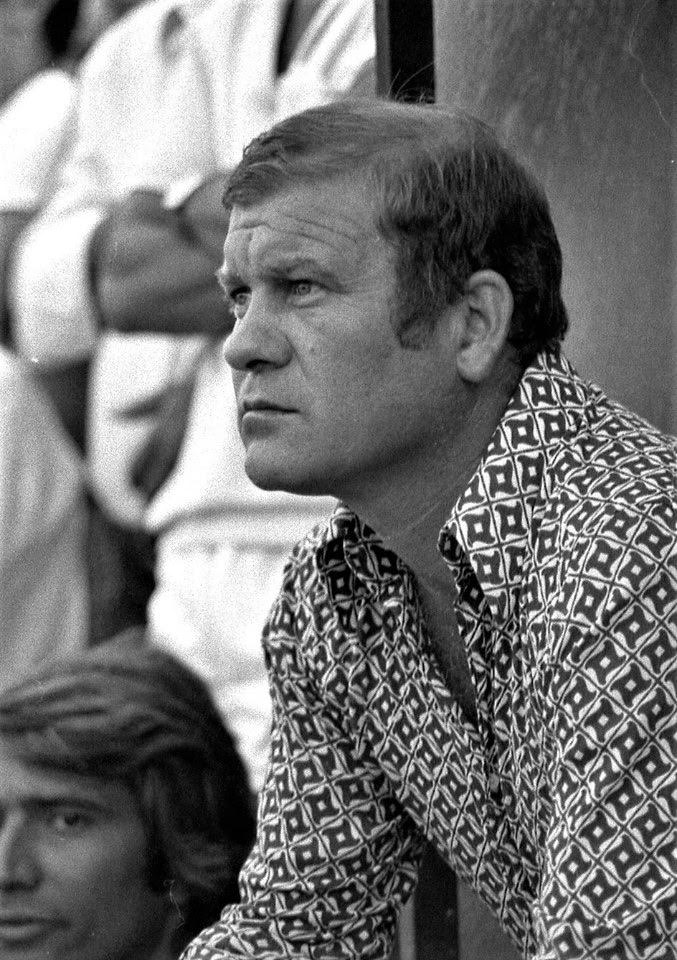
Eugenio Bersellini – trzykrotny triumfator rozgrywek.

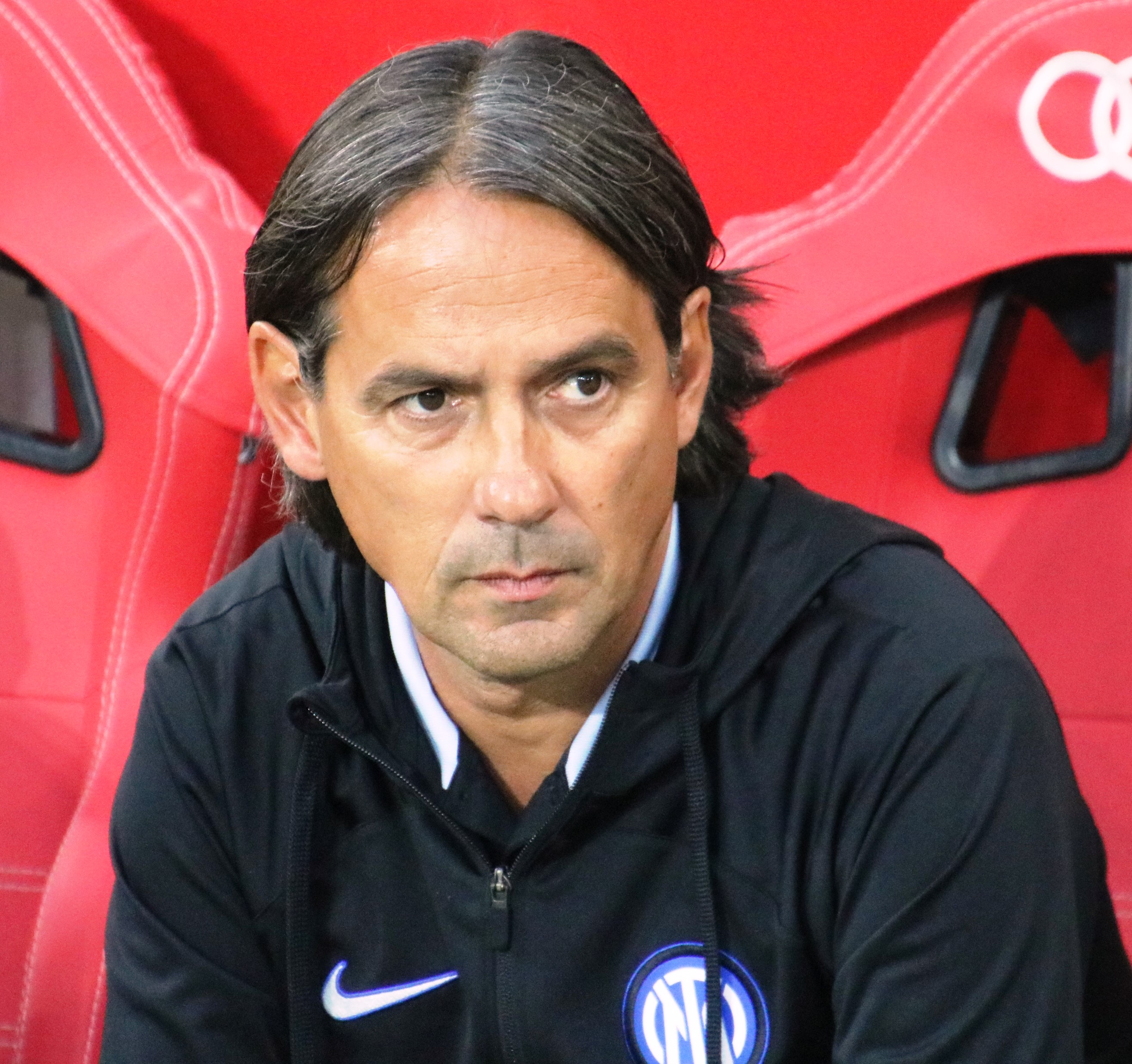
Simone Inzaghi – trzykrotny triumfator rozgrywek.

| Rok  | Trener                             | Klub             |
| ---- | ---------------------------------- | ---------------- |
| 1922 | Brak trenera                       | Brak trenera     |
| 1936 | Tony Cargnelli                     | FC Torino        |
| 1937 | Hermann Felsner                    | CFC Genoa        |
| 1938 | Virginio Rosetta                   | Juventus Turyn   |
| 1939 | Tony Cargnelli                     | Inter Mediolan   |
| 1940 | Giuseppe Galluzzi\| ACF Fiorentina |                  |
| 1941 | Giovanni Rebuffo                   | FC Venezia       |
| 1942 | Luis Monti                         | Juventus Turyn   |
| 1943 | Antonio Janni                      | FC Torino        |
| 1958 | Fulvio Bernardini                  | Lazio Rzym       |
| 1959 | Carlo Parola                       | Juventus Turyn   |
| 1960 | Carlo Parola                       | Juventus Turyn   |
| 1961 | Giuseppe Chiappella                | ACF Fiorentina   |
| 1962 | Bruno Pesaola                      | SSC Napoli       |
| 1963 | Paolo Tabanelli                    | Atalanta Bergamo |
| 1964 | Juan Carlos Lorenzo                | AS Roma          |
| 1965 | Heriberto Herrera                  | Juventus Turyn   |
| 1966 | Giuseppe Chiappella                | ACF Fiorentina   |
| 1967 | Arturo Silvestri                   | AC Milan         |
| 1968 | Edmondo Fabbri                     | FC Torino        |
| 1969 | Helenio Herrera                    | AS Roma          |
| 1970 | Edmondo Fabbri                     | FC Bologna       |
| 1971 | Giancarlo Cadé                     | FC Torino        |
| 1972 | Nereo Rocco                        | AC Milan         |
| 1973 | Nereo Rocco                        | AC Milan         |
| 1974 | Bruno Pesaola                      | FC Bologna       |
| 1975 | Mario Mazzoni                      | ACF Fiorentina   |
| 1976 | Alberto Delfrati                   | SSC Napoli       |
| 1977 | Nereo Rocco                        | AC Milan         |
| 1978 | Eugenio Bersellini                 | Inter Mediolan   |
| 1979 | Giovanni Trapattoni                | Juventus Turyn   |
| 1980 | Nils Liedholm                      | AS Roma          |
| 1981 | Nils Liedholm                      | AS Roma          |
| 1982 | Eugenio Bersellini                 | Inter Mediolan   |
| 1983 | Giovanni Trapattoni                | Juventus Turyn   |
| 1984 | Nils Liedholm                      | AS Roma          |
| 1985 | Eugenio Bersellini                 | Sampdoria Genua  |
| 1986 | Sven-Göran Eriksson                | AS Roma          |
| 1987 | Ottavio Bianchi                    | SSC Napoli       |
| 1988 | Vujadin Boškov                     | Sampdoria Genua  |
| 1989 | Vujadin Boškov                     | Sampdoria Genua  |
| 1990 | Dino Zoff                          | Juventus Turyn   |
| 1991 | Ottavio Bianchi                    | AS Roma          |
| 1992 | Nevio Scala                        | AC Parma         |
| 1993 | Emiliano Mondonico                 | FC Torino        |
| 1994 | Sven-Göran Eriksson                | Sampdoria Genua  |
| 1995 | Marcello Lippi                     | Juventus Turyn   |
| 1996 | Claudio Ranieri                    | ACF Fiorentina   |
| 1997 | Francesco Guidolin                 | Vicenza Calcio   |
| 1998 | Sven-Göran Eriksson                | Lazio Rzym       |
| 1999 | Alberto Malesani                   | AC Parma         |
| 2000 | Sven-Göran Eriksson                | Lazio Rzym       |
| 2001 | Roberto Mancini                    | ACF Fiorentina   |
| 2002 | Pietro Carmignani                  | AC Parma         |
| 2003 | Carlo Ancelotti                    | AC Milan         |
| 2004 | Roberto Mancini                    | Lazio Rzym       |
| 2005 | Roberto Mancini                    | Inter Mediolan   |
| 2006 | Roberto Mancini                    | Inter Mediolan   |
| 2007 | Luciano Spalletti                  | AS Roma          |
| 2008 | Luciano Spalletti                  | AS Roma          |
| 2009 | Delio Rossi                        | Lazio Rzym       |
| 2010 | José Mourinho                      | Inter Mediolan   |
| 2011 | Leonardo                           | Inter Mediolan   |
| 2012 | Walter Mazzarri                    | SSC Napoli       |
| 2013 | Vladimir Petković                  | Lazio Rzym       |
| 2014 | Rafael Benítez                     | SSC Napoli       |
| 2015 | Massimiliano Allegri               | Juventus Turyn   |
| 2016 | Massimiliano Allegri               | Juventus Turyn   |
| 2017 | Massimiliano Allegri               | Juventus Turyn   |
| 2018 | Massimiliano Allegri               | Juventus Turyn   |
| 2019 | Simone Inzaghi                     | Lazio Rzym       |
| 2020 | Gennaro Gattuso                    | SSC Napoli       |
| 2021 | Andrea Pirlo                       | Juventus Turyn   |
| 2022 | Simone Inzaghi                     | Inter Mediolan   |
| 2023 | Simone Inzaghi                     | Inter Mediolan   |
| 2024 | Massimiliano Allegri               | Juventus Turyn   |
| 2025 | Vincenzo Italiano                  | FC Bologna       |

## Klasyfikacja wszech czasów

### Indywidualna
| Lp. | Trener               | Liczba tytułów | Lata triumfów                |
| --- | -------------------- | -------------- | ---------------------------- |
| 1.  | Massimiliano Allegri | 5              | 2015, 2016, 2017, 2018, 2024 |
| 2.  | Sven-Göran Eriksson  | 4              | 1986, 1994, 1998, 2000       |
| 2.  | Roberto Mancini      | 4              | 2001, 2004, 2005, 2006       |
| 4.  | Eugenio Bersellini   | 3              | 1978, 1982, 1985             |
| 4.  | Simone Inzaghi       | 3              | 2019, 2022, 2023             |
| 4.  | Nils Liedholm        | 3              | 1980, 1981, 1984             |
| 4.  | Nereo Rocco          | 3              | 1972, 1973, 1977             |
| 8.  | Ottavio Bianchi      | 2              | 1987, 1991                   |
| 8.  | Vujadin Boškov       | 2              | 1988, 1989                   |
| 8.  | Tony Cargnelli       | 2              | 1936, 1939                   |
| 8.  | Giuseppe Chiappella  | 2              | 1961, 1966                   |
| 8.  | Edmondo Fabbri       | 2              | 1968, 1970                   |
| 8.  | Carlo Parola         | 2              | 1959, 1960                   |
| 8.  | Bruno Pesaola        | 2              | 1962, 1974                   |
| 8.  | Luciano Spalletti    | 2              | 2007, 2008                   |
| 8.  | Giovanni Trapattoni  | 2              | 1979, 1983                   |
| 17. | Carlo Ancelotti      | 1              | 2003                         |
| 17. | Rafael Benítez       | 1              | 2014                         |
| 17. | Fulvio Bernardini    | 1              | 1958                         |
| 17. | Giancarlo Cadé       | 1              | 1971                         |
| 17. | Pietro Carmignani    | 1              | 2002                         |
| 17. | Alberto Delfrati     | 1              | 1976                         |
| 17. | Hermann Felsner      | 1              | 1937                         |
| 17. | Giuseppe Galluzzi    | 1              | 1940                         |
| 17. | Gennaro Gattuso      | 1              | 2020                         |
| 17. | Francesco Guidolin   | 1              | 1997                         |
| 17. | Helenio Herrera      | 1              | 1969                         |
| 17. | Heriberto Herrera    | 1              | 1965                         |
| 17. | Vincenzo Italiano    | 1              | 2025                         |
| 17. | Antonio Janni        | 1              | 1943                         |
| 17. | Marcello Lippi       | 1              | 1995                         |
| 17. | Alberto Malesani     | 1              | 1999                         |
| 17. | Mario Mazzoni        | 1              | 1975                         |
| 17. | Emiliano Mondonico   | 1              | 1993                         |
| 17. | José Mourinho        | 1              | 2010                         |
| 17. | Leonardo             | 1              | 2011                         |
| 17. | Juan Carlos Lorenzo  | 1              | 1964                         |
| 17. | Walter Mazzarri      | 1              | 2012                         |
| 17. | Luis Monti           | 1              | 1942                         |
| 17. | Vladimir Petković    | 1              | 2013                         |
| 17. | Andrea Pirlo         | 1              | 2021                         |
| 17. | Claudio Ranieri      | 1              | 1996                         |
| 17. | Giovanni Rebuffo     | 1              | 1941                         |
| 17. | Virginio Rosetta     | 1              | 1938                         |
| 17. | Delio Rossi          | 1              | 2009                         |
| 17. | Nevio Scala          | 1              | 1992                         |
| 17. | Arturo Silvestri     | 1              | 1967                         |
| 17. | Paolo Tabanelli      | 1              | 1963                         |
| 17. | Dino Zoff            | 1              | 1990                         |
|     |                      | 76             |                              |

### Według narodowości
| Lp. | Państwo              | Trenerzy | Razem |
| --- | -------------------- | -------- | ----- |
| 1.  | Włochy               | 37       | 57    |
| 2.  | Szwecja              | 2        | 7     |
| 3.  | Austria              | 2        | 3     |
| 4.  | Argentyna            | 2        | 2     |
| 4.  | Jugosławia           | 1        | 2     |
| 6.  | Bośnia i Hercegowina | 1        | 1     |
| 6.  | Brazylia             | 1        | 1     |
| 6.  | Hiszpania            | 1        | 1     |
| 6.  | Paragwaj             | 1        | 1     |
| 6.  | Portugalia           | 1        | 1     |
|     |                      | 49       | 76    |

## Rekordy
- Najmłodszy: Virginio Rosetta (08.05.1938 Juventus Turyn – FC Torino 2:1) – 36 lat i 72 dni
- Najstarszy: Nereo Rocco (03.07.1977 AC Milan – Inter Mediolan 2:0) – 65 lat i 39 dni
- Najwięcej triumfów: Massimiliano Allegri (2015, 2016, 2017, 2018, 2024) – 5 razy
- Najwięcej triumfów z rzędu: Massimiliano Allegri (2015–2018) – 4 razy
- Najdłuższe oczekiwanie na kolejny triumf: Bruno Pesaola (21.06.1962–23.05.1974) – 11 lat i 326 dni

## Triumfatorzy jako zawodnicy i trenerzy
Dwanaście osób wygrało rozgrywki zarówno jako zawodnik i jako trener. Pierwszy tego dokonał Luis Monti w Pucharze Włoch 1941/1942, trenując wówczas Juventus Turyn (raz jako zawodnik, raz jako trener).
| Trener              | Jako zawodnik                      | Jako trener            |
| ------------------- | ---------------------------------- | ---------------------- |
| Carlo Ancelotti     | 1980, 1981, 1984, 1986             | 2003                   |
| Pietro Carmignani   | 1976                               | 2002                   |
| Gennaro Gattuso     | 2003                               | 2020                   |
| Simone Inzaghi      | 2000, 2004, 2009                   | 2019, 2022, 2023       |
| Antonio Janni       | 1936                               | 1943                   |
| Leonardo            | 2003                               | 2011                   |
| Roberto Mancini     | 1985, 1988, 1989, 1994, 1999, 2000 | 2001, 2004, 2005, 2006 |
| Luis Monti          | 1938                               | 1942                   |
| Carlo Parola        | 1942                               | 1959, 1960             |
| Andrea Pirlo        | 2003, 2015                         | 2021                   |
| Giovanni Trapattoni | 1967                               | 1979, 1983             |
| Dino Zoff           | 1979, 1983                         | 1990                   |